# The Civil and Natural History of Jamaica
The Civil and Natural History of Jamaica (abreviado Civ. Nat. Hist. Jamaica) es un libro con ilustraciones y descripciones botánicas que fue escrito por el médico y botánico irlandés Patrick Browne. Es una obra ilustrada por el artista botánico Georg D. Ehret, que contiene 104 nuevos nombres de géneros. Fue publicada en el año 1756 con el nombre de The Civil and Natural History of Jamaica in Three Parts.